# Linia A metra w Pradze

Logo linii A

Linia A metra w Pradze, oznaczana kolorem zielonym, wiedzie głównie w kierunku północny zachód – wschód. Dziś obejmuje 17 stacji, długość linii to 17,1 km, a ogólny czas przejazdu to 30 minut.

## Historia

### I.A
Budowa pierwszej części linii rozpoczęła się w 1973 roku i została ukończona 12 sierpnia 1978. Odcinek łączący stacje Leninova (dziś Dejvická) i Náměstí Míru (położona najniżej w całej sieci) ma długość 4,7 km i obejmuje 7 stacji. Odcinek I.A jako jedyny w sieci biegnie pod samym centrum Starego Miasta (m.in. pod Ratuszem Staromiejskim), co wiązało się z koniecznością zabezpieczenia wielu obiektów podczas budowy.

### II.A
W roku 1976 została rozpoczęta budowa kolejnego odcinka, nazwanego II.A. Połączył on Náměstí Míru ze stacją Želivského. Oddany do użytku 19 grudnia 1980 przedłużył linię o 2,6 km i 3 stacje. Z budową odcinka II.A wiąże się bicie kolejnych rekordów (w marcu 1977 roku wybudowano 119 metrów tunelu).

### SH
Ostatni, jak dotychczas odcinek wiodący w kierunku wschodnim, połączył stację Želivského z zajezdnią Hostivař. Budowa odcinka składała się z czterech etapów:
- 17 października 1985 roku oddano do użytku zajezdnię Hostivař i odcinek łączący ją z linią A
- 11 lipca 1987 r. otwarto zbudowaną na trasie odcinka Depo Hostivař – Želivského stację Strašnická
- 4 lipca 1990 – oddana do użytku została stacja Skalka
- 26 maja 2006 roku otwarta stacja Depo Hostivař

W międzyczasie (luty 1990) stację Leninova przemianowano na Dejvicką.

### III.A
W kwietniu 2015 roku (planowano na IV kwartał 2014 roku) otwarto odcinek linii A od stacji Dejvická do Nemocnice Motol. Stacje te (oprócz Dejvickiej) mają inny wygląd niż pozostałe stacje na linii A.

## Przyszłość
Odcinek do lotniska powinien być wybudowany do początku lat 20. XXI wieku.
W planach długoterminowych wspomina się także o budowie odnogi linii, nazwanej roboczo A2, która ma połączyć stację Strašnická i dworzec kolejowy Hostivař.

## Stacje
| zdjęcie | nazwa                                        | skrót | typ stacji                | data otwarcia    | przesiadki                                        |
| ------- | -------------------------------------------- | ----- | ------------------------- | ---------------- | ------------------------------------------------- |
|         | Nemocnice Motol                              | MO    | naziemna                  | 6 kwietnia 2015  | autobusy                                          |
|         | Petřiny                                      | PE    | głęboka                   | 6 kwietnia 2015  | tramwaje, autobusy                                |
|         | Nádraží Veleslavín                           | NV    | głęboka                   | 6 kwietnia 2015  | kolej podmiejska i regionalna, tramwaje, autobusy |
|         | Bořislavka                                   | BO    | głęboka                   | 6 kwietnia 2015  | tramwaje, autobusy                                |
|         | Dejvická (do 22 lutego 1990 roku – Leninova) | DE    | płytka (odkrywkowa)       | 12 sierpnia 1978 | tramwaje, autobusy                                |
|         | Hradčanská                                   | HR    | głęboka                   | 12 sierpnia 1978 | tramwaje, autobusy, kolej podmiejska              |
|         | Malostranská                                 | MA    | głęboka                   | 12 sierpnia 1978 | tramwaje, autobusy                                |
|         | Staroměstská                                 | ST    | głęboka                   | 12 sierpnia 1978 | tramwaje, autobusy                                |
|         | Můstek                                       | MS-A  | głęboka                   | 12 sierpnia 1978 | linia B, tramwaje                                 |
|         | Muzeum                                       | MU-A  | głęboka                   | 12 sierpnia 1978 | linia C, tramwaje, autobusy                       |
|         | Náměstí Míru                                 | NM    | głęboka                   | 12 sierpnia 1978 | tramwaje, autobusy                                |
|         | Jiřího z Poděbrad                            | JP    | głęboka                   | 19 grudnia 1980  | tramwaje                                          |
|         | Flora                                        | FL    | głęboka                   | 19 grudnia 1980  | tramwaje, autobusy                                |
|         | Želivského                                   | ZE    | głęboka                   | 19 grudnia 1980  | tramwaje, autobusy                                |
|         | Strašnická                                   | SR    | płytka (odkrywkowa)       | 11 lipca 1987    | tramwaje, autobusy                                |
|         | Skalka                                       | SK    | płytka (odkrywkowa)       | 4 lipca 1990     | autobusy, P+R                                     |
|         | Depo Hostivař                                | HO    | naziemna (część zajezdni) | 26 maja 2006     | tramwaje, autobusy, P+R                           |